# Miriam Bryant
Miriam Melanie Bryant (nascida no dia 8 de março de 1991, em Gotemburgo) é uma cantora e compositora sueca.
 que assinou com a Warner Music na Suécia, Noruega e Dinamarca e recentemente assinou um contrato com a Interscope Records nos Estados Unidos.

## Biografia
Influenciada pela herança musical de seu pai britânico e por sua mãe finlandesa Melancholy, Miriam Bryant começou a escrever músicas em novembro de 2011, juntamente com seu amigo de infância, Victor Rådström que é um produtor e compositor. Quatro meses depois, ela produziu três canções lançadas em seu single de estreia "Finders, Keepers", em março de 2012, por meio da gravadora 100Songs. A canção recebeu atenção mundial entre blogs e sites de música.
Ela tem colaborado com o famoso produtor musical e DJ Zedd, que a ouviu primeiro nas rádios alemãs. Zedd fez um remix de sua música "Push Play" no relançamento de seu álbum e então eles colaboraram num videoclipe para a música.
Bryant lançou seu EP "Push Play" no dia 8 de outubro de 2013, pela Interscope Records, para a sua estreia nos Estados Unidos. Em 2015, Bryant foi uma dos oito artistas que participaram do programa Så mycket bättre no canal de televisão sueco TV4.

## Discografia

### Álbuns
| Ano  | Álbum          | Melhor posição | Certificação |
| Ano  | Álbum          | SWE            | Certificação |
| ---- | -------------- | -------------- | ------------ |
| 2013 | Raised in Rain | 12             |              |

### Extended plays (EPs)
| Ano  | Título                | Melhor posição | Certificação |
| Ano  | Título                | SWE            | Certificação |
| ---- | --------------------- | -------------- | ------------ |
| 2013 | Push Play             | 12             |              |
| 2015 | I Am Dragon           | 18             |              |
| 2016 | Hisingen och hem igen | 2              |              |

### Singles
| Ano  | Single             | Melhor posição | Melhor posição | Melhor posição | Álbum                 |
| Ano  | Single             | SWE            | AUT            | GER            | Álbum                 |
| ---- | ------------------ | -------------- | -------------- | -------------- | --------------------- |
| 2012 | "Finders, Keepers" | –              | 51             | 46             | Raised in Rain        |
| 2012 | "Raised in Rain"   | –              | –              | –              | Raised in Rain        |
| 2014 | "Dragon"           | 29             | –              | –              | I Am Dragon           |
| 2015 | "One Last Time"    | 4              | –              | –              | Hisingen och hem igen |
| 2015 | "Ett sista glas"   | 4              | –              | –              | Hisingen och hem igen |
| 2015 | "Life Is a Flower" | 11             | –              | –              | Hisingen och hem igen |
| 2015 | "Stationen"        | 6              | –              | –              | Hisingen och hem igen |
| 2015 | "The Only One"     | 15             | –              | –              | Hisingen och hem igen |
| 2015 | "Allt jag behöver" | 2              | –              | –              | Hisingen och hem igen |
| 2016 | "Black Car"        | 2              | –              | –              | por anunciar          |
| 2016 | "Game"             | 97             | –              | –              | por anunciar          |

Participações
| Ano  | Single                                                     | Melhor posição | Melhor posição | Melhor posição | Melhor posição | Melhor posição              | Melhor posição | Certificação | Álbum     |
| Ano  | Single                                                     | SWE            | AUS            | BEL (FL)       | KOR            | US (Bubbling Under Hot 100) | US (Dance)     | Certificação | Álbum     |
| ---- | ---------------------------------------------------------- | -------------- | -------------- | -------------- | -------------- | --------------------------- | -------------- | ------------ | --------- |
| 2013 | "Push, Play" (Zedd featuring Miriam Bryant)                | 12             | –              | –              | –              | –                           | –              | Gold         |           |
| 2014 | "Find You" (Zedd featuring Matthew Koma and Miriam Bryant) | –              | 68             | 34 (Ultratip)  | 61             | 1                           | 1              |              | Divergent |